# Weergevonden
Weergevonden is een Nederlandse stomme film uit 1914 onder regie van Louis H. Chrispijn. Er werd lang gedacht dat de film verloren was gegaan. Een kopie werd echter teruggevonden in 1976, waarmee het de vroegst bewaarde film van Filmfabriek Hollandia is die is teruggevonden. Een reconstructie vond plaats in 1991.

## Verhaal
Een blinde vader van twee dochters verstoot zijn oudste dochter als zij trouwt met een niet-joodse dokter. Zij was echter de enige bron van inkomen voor de familie. Na haar vertrek beginnen de vader en de jongste dochter Lea er financieel steeds slechter voor te staan. Ze zijn uiteindelijk gedwongen hun intrek te nemen in een oude kelder. Wanneer Lea op een dag weg is met de hond, valt de blinde vader in het water en dreigt te verdrinken. Lea, die in de buurt aan het wandelen is, merkt hem op en springt hem achterna. Ze weet haar vader te redden, maar raakt zelf ernstig ziek na dit incident. Aan het einde komt alles toch goed, als er een goede dokter wordt gevonden om haar te behandelen.

## Rolbezetting
| Acteur                 | Personage                                       |
| ---------------------- | ----------------------------------------------- |
| Louis H. Chrispijn     | Blinde vader                                    |
| Enny de Leeuwe         | Lea                                             |
| Mientje Kling          | Oudste dochter                                  |
| Jan van Dommelen       | Niet-joodse dokter                              |
| Eugenie Krix           | Moeder van de dokter/Deftige dame in restaurant |
| Alex Benno             | Rabbijn                                         |
| Annie Bos              | Boerin/Vrouw in restaurant                      |
| Christine van Meeteren | Buurvrouw                                       |